# Keith Null
Keith Null (Lampasas, 24 settembre 1985) è un giocatore di football americano statunitense che ha giocato nel ruolo di quarterback nella National Football League (NFL) e attualmente è free agent. Fu scelto nel corso del sesto giro (196º assoluto) del Draft NFL 2009 dai St. Louis Rams. Al college giocò a football alla West Texas A&M University.

## Carriera professionistica

### St. Louis Rams
Null fu scelto dai St. Louis Rams nel sesto giro del Draft 2009. Nella settimana 14 disputò la prima gara come titolare in carriera, prendendo il posto degli infortunati Marc Bulger e Kyle Boller. In quella partita completò 27 passaggi su 43 tentativi, lanciando un touchdown e subendo 5 intercetti nella sconfitta 47-7 contro i Tennessee Titans.
Null fu svincolato dai Rams prima dell'inizio della stagione 2010.

### Jacksonville Jaguars
Null firmò con la squadra di allenamento dei Jacksonville Jaguars il 27 settembre 2010 ma fu svincolato tre giorni dopo.

### Carolina Panthers
Null si unì alla squadra di allenamento dei Carolina Panthers il 23 novembre 2010. Il 3 dicembre fu promosso nei 53 giocatori del roster attivo dopo l'infortunio che pose fine alla stagione di Tony Pike. A fine anno i Panthers decisero di non rinnovargli il contratto.

## Statistiche
| Yard passate  | 566  |
| Touchdown     | 3    |
| Intercetti    | 9    |
| Passer rating | 49,9 |